# The Gereg
The Gereg – debiutancki album mongolskiego zespołu folkmetalowego The HU, wydany w 2019 roku.